# Sean MacDermott
Seán MacDermott, född 28 februari 1883 i Kiltyclogher i County Leitrim, död (avrättad) 12 maj 1916 på Kilmainham-fängelset i Dublin, var en irländsk nationalist och en av ledarna for påskupproret 1916. Han blev avrättad för sin roll i detta.
MacDermott hette ursprungligen John MacDermott, men tog formen Seán MacDermott i bruk, som är en blandning av den engelska formen han föddes med, och den iriska som var Seán mac Diarmada.

## Biografi
Sean MacDermott skolades hos Christian Brothers. År 1908 flyttade han till Dublin, och hade då allaredan varit involverad i den republikanska rörelsen genom Sinn Féin, Irish Republican Brotherhood (IRB) och Conradh na Gaeilge. Han kom in i IRB:s översta råd och blev organisationens sekreterare. Tillsammans med IRB:s ekonomiansvarige Tom Clarke styrde han under en period organisationen, även om det nominellt fanns en ledare över dem.
År 1910 lade han tillsammans med Bulmer Hobson och Denis McCullough grunden till den radikala tidningen Irish Freedom. Kort tid därefter drabbades han av polio och var tvungen att använda käpp.
MacDermott blev 1913 en av de första medlemmarna i Irish Volunteers, och var väldigt involverad i arbetet med att få Volunteers under IRB:s kontroll. I maj 1915 arresterades han i Tuam i Galway under Defence of the Realm Act då han hållit tal och uppmanat att inte låta sig värvas till brittiska armén för att strida i det stora kriget. Han släpptes i september, och kom då in i IRB:s militärråd, som planlade påskupproret. Tillsammans med Clarke var MacDermott central i planläggningen.
På grund av sitt funktionshinder tog MacDermott väldigt liten del i striderna under upproret, men han var hela tiden vid huvudkvarteret i General Post Office. Efter kapitulationen undgick han nästan att bli igenkänd genom att blanda sig med en större grupp av fångar, men blev så småningom gripen. Det ser ut som att han då redan hade dömts till döden in absentia som en av de som hade skrivit under påskkungörelsen. Avrättningen skedde genom arkebusering den 12 maj 1916. Den brittiske officeren som hade känt igen honom blev senare skjuten och dödad i Cork, på order från Michael Collins, under det Irländska frihetskriget.
Seán MacDermott-gatan i Dublin är uppkallad efter honom. Detsamma gäller MacDiarmada stationen i Sligo og Páirc Seán Mac Diarmada, GAA:s stadion i Carrick-on-Shannon.